# 零式艦上戦闘記 征空王
『零式艦上戦闘記 征空王』（れいしきかんじょうせんとうき せいくうおう）はタイトーより発売されたPlayStaion Portable用歴史シューティングゲーム。開発はマリオネット。2005年12月22日発売。